# Großsteingräber bei Hollige
Die Großsteingräber bei Hollige waren mehrere megalithische Grabanlagen unbekannter Zahl der jungsteinzeitlichen Trichterbecherkultur bei Hollige, einem Ortsteil von Walsrode im Landkreis Heidekreis (Niedersachsen). Sie wurden im 19. Jahrhundert trotz Bemühungen um ihre Erhaltung zerstört. Ihre genauen Standorte sind nicht überliefert, es ist lediglich bekannt, dass mehrere Gräber auf den Feldern bei Altenboitzen und Hollige gelegen haben. Über Ausrichtung, Maße und Grabtyp der Anlagen liegen keine näheren Informationen vor.